# 南平市博物馆
南平市博物馆位于福建省南平市延平区马坑路266号，是南平市的地志博物馆。南平市博物馆成立于1986年，成立之初为县级南平市（今延平区）博物馆，南平撤地设市后升格为地级博物馆，2011年新馆建成后迁入现址。2020年，南平市博物馆入选中华人民共和国国家二级博物馆。2022年，南平市人民政府在“十四五”规划中计划将博物馆迁址至武夷新区。

## 历史
中华人民共和国成立之初，南平地区无统一的文博管理机构，1984年，县级南平市开始筹建博物馆，以加强其文物工作，1986年10月正式在新华路4号成立了馆舍面积600平方米的博物馆。1994年，南平地区升格为地级南平市，原行政公署驻地改称延平区，博物馆随之升格为地级博物馆。2005年，南平市政府投资2000万余元人民币，用以在马坑路266号建设博物馆新馆，2011年11月正式落成开馆。2020年12月，中国博物馆协会将南平市博物馆评选为第四批国家二级博物馆。2019年，南平市人民政府搬迁至建阳区，在2022年出台的“十四五”规划中，市政府计划将博物馆搬迁至新行政中心所在的武夷新区。

## 展览规模
南平市博物馆建筑面积6368平方米，占地4171平方米，包括地上六层和半地下一层，除用作文物库房和办公室的五层，以及用作贵宾厅、会议室及学术报告厅的六层外，其余楼层均为展厅。博物馆现藏有展品6326件（套），其中一级文物2件（套），二级文物45件（套），三级文物2059件（套），一般文物3305件（套），其他文物916件（套），包括古钱币、陶瓷、字画、玉器、铁器、青铜器、木雕和文房四宝等品类。
南平市博物馆的地上二至四层为基本陈列展厅，以“闽北五千年”为主题，分为三个部分，合计展陈面积达2200平方米，其中二层展厅主题为“闽越开疆”，主要展示新石器时代至汉代出土的历史文物；“八闽首郡”部分展陈于三层，以福建历史上第一个郡——建安郡（今建瓯市）为依托，展陈三国时期至宋代的历史文物；“上府之光”部分则展示于三、四层，展陈闽北地区自宋代至清代的历史文物。
在基本陈列之外，建筑下方的两层则为临时展厅，其中地上一层为精品文物交流展厅，展厅面积550平方米，用作与他馆交流展览之用；地下一层为临时综合展厅，展厅面积1200平方米。自博物馆成立以来，举办过“见盏——寻味千年造盏工艺”“以理育人——朱子文化展”“闽瓷遗珍——南平茶洋窑宋元瓷器展”等专题展览，以及各类公益性的临时展览，另亦曾联合西安半坡博物馆、吉林省博物院、福建省昙石山遗址博物馆等文博机构举办临时展览。